# Papyrus Schweiz
Die Papyrus Schweiz AG (bis August 2010 Sihl + Eika Papier AG) mit Sitz in Thalwil ist ein in der Papierindustrie tätiges Schweizer Handelsunternehmen. Sie vertreibt Papier und Karton aller Art. Hierzu zählen unter anderem Papier und Papierprodukte für den Bürobereich, vorgedruckte Papiere und Papierprodukte, Couverts, Verpackungen und Packstoffe sowie Hygienepapier. Das Unternehmen beschäftigt 175 Mitarbeiter und erwirtschaftete 2015 einen Umsatz von über 125 Millionen Schweizer Franken.

## Geschichte
Das Unternehmen wurde 1984 durch die beiden Papierhersteller Eika-Papier-Gruppe und Sihl-Zürcher Papierfabrik an der Sihl als Papiergrosshandelsgesellschaft gegründet. Hierbei wurde das Personal des Verwaltungsbereichs der Eika Papier AG mit Sitz in Dietlikon mit dem Sihl-Handelsteam zusammengeführt. Die bisherigen Sihl-Verkaufsbüros in Bern und Lausanne wurden von der Sihl + Eika übernommen. 1993 wurde das neue Logistikzentrum in Dintikon in Betrieb genommen.
1998 zog das Unternehmen von Zürich nach Thalwil. Im gleichen Jahr schloss sich Sihl + Eika mit der deutschen Schneidersöhne-Gruppe zusammen. Diese erwarb von den beiden bisherigen Aktionären Sihl Zürich und Epicea Holding 50 bzw. 30 Prozent der Aktien.
2005 wurde die Schneidersöhne-Gruppe ihrerseits vom finnisch-schwedischen Stora-Enso-Konzern, dem weltweit grössten Hersteller von Papier- und Verpackungsmaterial, übernommen. Der 80-prozentige Anteil an Sihl + Eika ging hierbei an Stora Enso bzw. ihrer im Papier- und Verpackungsgrosshandel tätige Tochtergesellschaft Papyrus über, welche zwei Jahre später die restlichen 20 Prozent von der Epicea Holding abkaufte. Im April 2008 verkaufte Stora Enso ihre Tochtergesellschaft Papyrus an die schwedische Finanzinvestmentgesellschaft Altor. Im August 2010 wurde die Sihl + Eika Papier AG schliesslich in Papyrus Schweiz AG umbenannt.